# Плутарх Атински
Плутарх Атински (грч. Πλούταρχος ὁ Ἀθηναῖος; око 350 – 430) био је грчки филозоф новоплатоничар. 

## Биографија
Предавао је у Атини почетком 5. века. Тамо је поново успоставио Платонову Академију и постао челник Академијее. Написао је коментаре о Аристотелу и Платону, наглашавајући доктрине које су им биле заједничке.
Био је син Несторија. Његови синови Хијерија и Асклепигеније, били су му колеге у Академији. Порекло настанка неоплатонизма у Атини није познато, али се Плутарх генерално сматра за појединци који је поново успоставии Платонову Академију у неоплатонистичком облику. 
Плутарх и његови следбеници (такозвана „Платонова сукцесија“) су тврдили да су Јамвлихови ученици, а преко њега Порфиријеви и Плотинови. Међу његовим ученицима били су Прокл и Сиријан, који га је наследио на месту челника школе.
Као и други платонисти тог периода, веровао је у одређени континуитет између Аристотела и Платона. Са овим циљем написао је коментар на Аристотелову књигу О души (De Anima) која је била најважнији допринос проучавању Аристотеловог опуса, од времена Александра Афродизијској; и написао је коментар на Платоново дело Тимеј. Његов пример су следили Сиријан и други филозофи из школе. Овај критички дух достигао је највећу висину у делу Прокла, најспособнијем експоненту овог синкретизма.
Плутарх је био упућен у све теургијске традиције школе и веровао је, заједно са Јамвлихом, у могућност достизања заједнице са Божанством путем теургичких обреда. За разлику од александриста и раних ренесансних писаца, он је тврдио да душа која је у телу везана везама имагинације и сензације не нестаје са телесним медијем сензације.